# Hector (1755)
Pour les articles homonymes, voir Hector (homonymie).
L’Hector est un vaisseau de ligne de deuxième rang portant 74 canons sur deux ponts construit sur les plans de J.L. Coulomb. Il est mis en chantier pendant la vague de construction qui sépare la fin de guerre de Succession d'Autriche (1748) du début de la guerre de Sept Ans (1755). Il sert dans la marine française de 1755 à 1782 en traversant deux conflits : la guerre de Sept Ans et la guerre d'Indépendance américaine, à la fin de laquelle il est capturé par la Royal Navy. 

## Caractéristiques générales

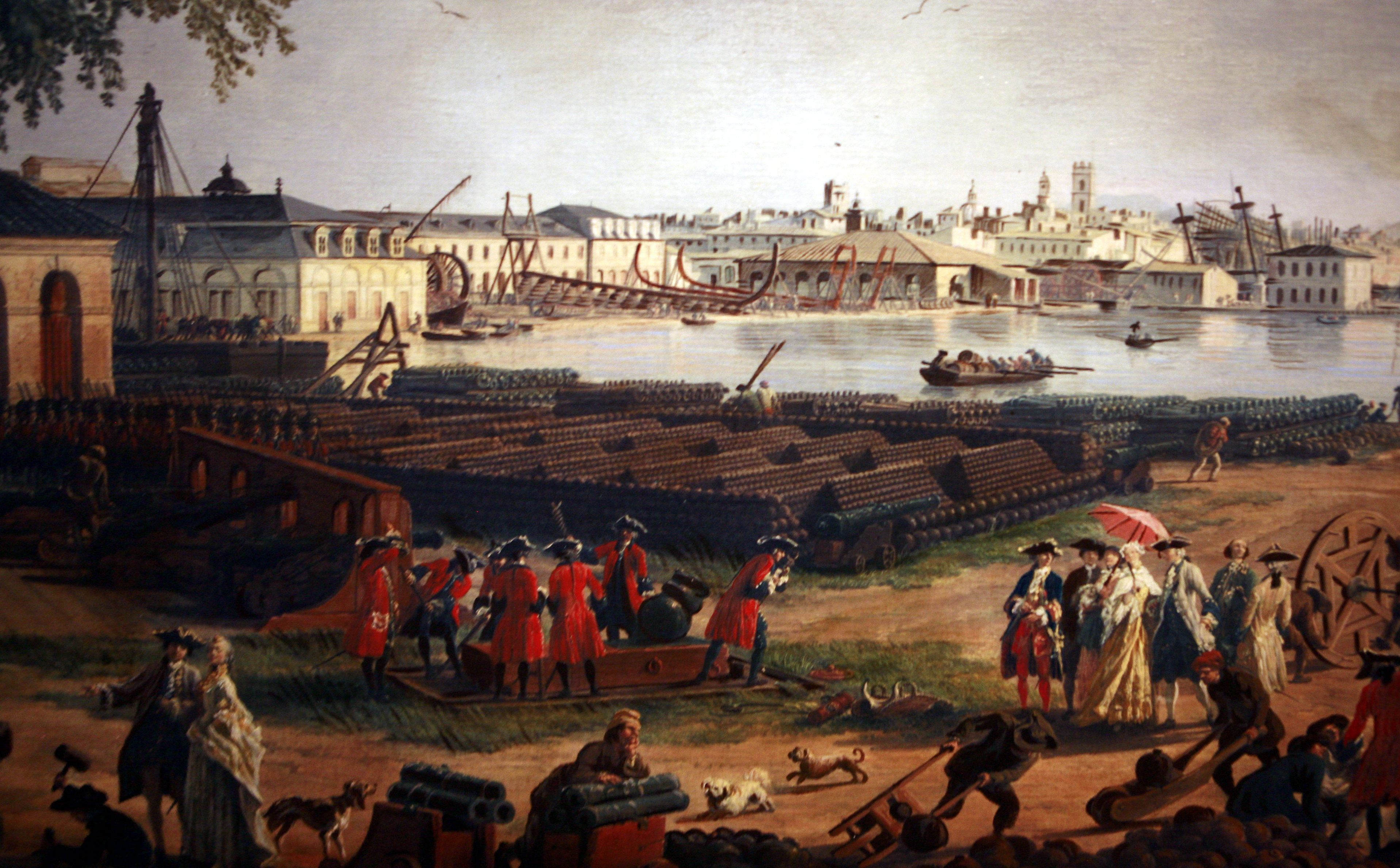
L’arsenal de Toulon au milieu du XVIIIe siècle, à l'époque ou le l’Hector y est construit.

L’Hector est un vaisseau de force de 74 canons lancé selon les normes définies dans les années 1740 par les constructeurs français pour obtenir un bon rapport coût/manœuvrabilité/armement afin de pouvoir tenir tête à la marine anglaise qui disposait de beaucoup plus de vaisseaux depuis la fin des guerres de Louis XIV. Sans être standardisé, l’Hector, partage les caractéristiques communes de tous les « 74 canons » construits à des dizaines d’exemplaires jusqu’au début du XIXe siècle et qui répond à la volonté des responsables navals d’exploiter au mieux cette excellente catégorie de navire de guerre. 
Comme pour tous les vaisseaux de guerre de l’époque, sa coque est en chêne. Son gréement, (mâts et vergues) en pin. Il y a aussi de l’orme, du tilleul, du peuplier et du noyer pour les affûts des canons, les sculptures des gaillards et les menuiseries intérieures. Les cordages (80 tonnes) et les voiles (à peu près 2 500 m2) sont en chanvre. Un deuxième jeu de voiles et de cordages est stocké en soute. Prévu pour pouvoir opérer pendant des semaines très loin de ses bases européennes s’il le faut, ses capacités de transport sont considérables. Il emporte pour trois mois de consommation d’eau, complétée par six mois de vin. S’y ajoute pour cinq à six mois de vivres, soit plusieurs dizaines de tonnes de biscuits, farine, légumes secs et frais, viande et poisson salé, fromage, huile, vinaigre, sel, sans compter du bétail sur pied qui est abattu au fur et à mesure de la campagne.
Le bâtiment est armé avec 74 canons, soit :
- 28 canons de 36 livres dans sa première batterie ;
- 30 canons de 18 livres dans sa seconde batterie ;
- 16 canons de 8 livres sur ses gaillards.

Cette artillerie en fer pèse 215 tonnes. Lorsqu'elle tire, elle peut délivrer une bordée pesant 838 livres (soit à peu près 410 kg) et le double si le navire fait feu simultanément sur les deux bords. Le vaisseau embarque près de 6 000 boulets pesants au total 67 tonnes. S’y ajoute des boulets ramés, chaînés et beaucoup de mitraille (8 tonnes). Il y a 20 tonnes de poudre noire, stockée sous forme de gargousses ou en vrac dans les profondeurs du vaisseau. En moyenne, chaque canon dispose de 50 à 60 boulets.

## Carrière

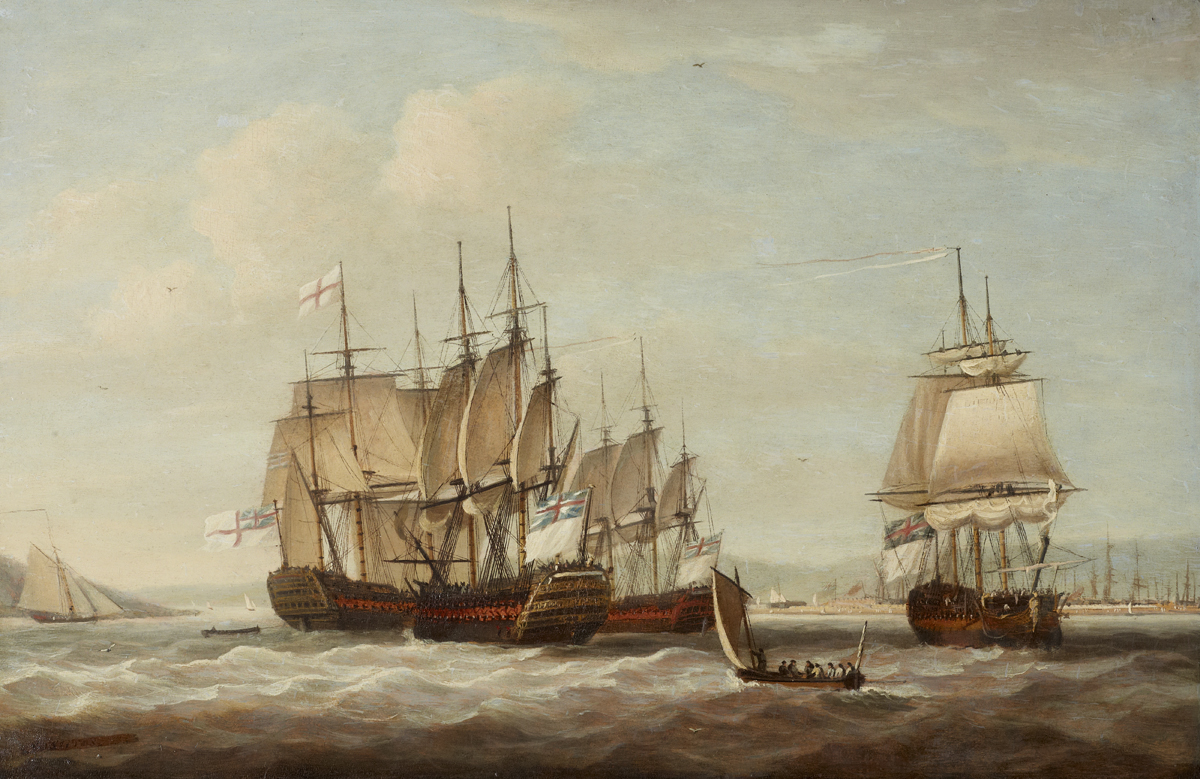
Plusieurs vaisseaux français capturés lors de la bataille des Saintes. L’Hector en fait partie.

En 1756, l’Hector est envoyé en renfort depuis Toulon avec l’Achille et de la frégate l’Hirondelle vers l'escadre de La Galissonnière qui vient d'être victorieuse à Minorque. En 1757, il sert de navire-amiral à la petite escadre de Joseph-François de Noble du Revest (4 vaisseaux, 2 frégates) qui est expédiée en renfort en Amérique. L'expédition est un succès : parti de Toulon le 19 mars, il traverse le blocus anglais de Gibraltar et arrive à Louisbourg le 15 juin, participant ainsi à l'importante concentration navale qui sauve le place de l'invasion anglaise cette année-là. Il échappe ensuite aux nombreuses pertes de la marine française lors de la guerre de Sept Ans.
En 1778, l’Hector stationne dans l’escadre de Toulon lorsque la France décide de s’engager dans la guerre d’Indépendance américaine. Faisant partie des 12 vaisseaux de l’escadre de d’Estaing, il est présent devant Newport lors du siège de la ville pendant l’été 1778, puis stationne à Boston et passe aux Antilles lorsque D’Estaing tente de s’emparer de l’île de Sainte-Lucie. En 1779, l’Hector participe à la bataille de la Grenade, au centre du dispositif français. Le navire repasse ensuite sur la côte américaine et se trouve devant Savannah lors de la tentative française de s’emparer de la ville. À la fin de l’année, il rentre sur Brest. 
En 1780, l’Hector stationne dans les eaux européennes puis passe, au début de 1781, sur la grande escadre du comte De Grasse qui part pour l’Amérique. Le vaisseau participe au combat de Fort-Royal devant la Martinique et à celui, décisif, de la Chesapeake. En 1782, il stationne aux Antilles, toujours dans l’escadre du comte De Grasse et se retrouve engagé dans la bataille de Saint-Christophe lorsque les Français s’emparent de l’île de Saint-Kitts. En avril, il fait partie du centre de l’escadre lors de la bataille des Saintes. Gravement endommagé lors du combat, il doit se rendre et fait partie des cinq vaisseaux capturés par la Royal Navy lors de ce dernier grand engagement franco-anglais avant la conclusion de la paix. Il survit au terrible ouragan de septembre 1782 qui balaye l'escadre anglaise dans l'Atlantique mais il en sort très endommagé et coule peu de temps après. L’Hector fait partie des vingt vaisseaux de ligne perdus par la Marine royale lors de la guerre d’Indépendance américaine.

## Sources et bibliographie
- Archives nationales de France, fonds Marine, série B5 carton 3, Liste des vaisseaux du Roy pour l'année 1746.
- Michel Vergé-Franceschi (dir.), Dictionnaire d'Histoire maritime, éditions Robert Laffont, coll. « Bouquins », 2002
- Étienne Taillemite, Dictionnaire des marins français, Paris, Tallandier, coll. « Dictionnaires », octobre 2002, 537 p. [détail de l’édition] (ISBN 978-2847340082)
- Guy Le Moing, Les 600 plus grandes batailles navales de l'Histoire, Marines Éditions, mai 2011, 620 p. (ISBN 978-2-35743-077-8)
- Jean Meyer et Martine Acerra, Histoire de la marine française : des origines à nos jours, Rennes, Ouest-France, 1994, 427 p. [détail de l’édition] (ISBN 2-7373-1129-2, BNF 35734655)
- Martine Acerra et André Zysberg, L'essor des marines de guerre européennes : vers 1680-1790, Paris, SEDES, coll. « Regards sur l'histoire » (no 119), 1997, 298 p. [détail de l’édition] (ISBN 2-7181-9515-0, BNF 36697883)
- Patrick Villiers, La France sur mer : De Louis XIII à Napoléon Ier, Paris, Fayard, coll. « Pluriel », 2015, 286 p. (ISBN 978-2-8185-0437-6)
- Jean-Michel Roche (dir.), Dictionnaire des bâtiments de la flotte de guerre française de Colbert à nos jours, t. 1, de 1671 à 1870, éditions LTP, 2005, 530 p. (lire en ligne)
- Alain Demerliac, La Marine de Louis XV : Nomenclature des Navires Français de 1715 à 1774, Nice, Oméga, 1995
- Onésime Troude, Batailles navales de la France, t. 1, Paris, Challamel aîné, 1867-1868, 453 p. (lire en ligne)
- Onésime Troude, Batailles navales de la France, t. 2, Paris, Challamel aîné, 1867, 469 p. (lire en ligne)
- Georges Lacour-Gayet, La Marine militaire de la France sous le règne de Louis XV, Honoré Champion éditeur, 1910 (1re éd. 1902) (lire en ligne)
- Georges Lacour-Gayet, La marine militaire de France sous le règne de Louis XVI, Paris, éditions Honoré Champion, 1905 (lire en ligne)